# Szczuroskoczek białostopy
Szczuroskoczek białostopy (Dipodomys ordii) – gatunek ssaka podrodziny szczuroskoczków (Dipodomyinae) w obrębie rodziny karłomyszowatych (Heteromyidae) występujący w zachodniej Ameryce Północnej.

## Zasięg występowania
Szczuroskoczek białostopy występuje w zależności od podgatunku:

- D. ordii ordii – południowo-zachodnie Stany Zjednoczone i północny Meksyk (pustynia Sonora w południowo-wschodniej Arizonie i północno-wschodniej Sonorze, na wschód przez pustynię Chihuahua w południowym Nowym Meksyku i północnym Chihuahua do zachodniego Teksasu).
- D. ordii celeripes – zachodnie Stany Zjednoczone (Great Basin Desert w północno-wschodniej Nevadzie i północno-zachodnim Utah).
- D. ordii chapmani – południowo-zachodnie Stany Zjednoczone (północna część pustyni Sonora w północno-zachodniej Arizonie).
- D. ordii cinderensis – południowo-zachodnie Stany Zjednoczone (Great Basin Desert w południowo-zachodnim Utah).
- D. ordii cineraceus – zachodnie Stany Zjednoczone (Dolphin Island, Wielkie Jezioro Słone, północno-zachodnie Utah).
- D. ordii columbianus – zachodnie Stany Zjednoczone (Wyżyna Kolumbii w południowo-środkowym Oregonie do Great Basin Desert w północno-wschodniej Kalifornii, południowego Idaho i północnej Nevady).
- D. ordii cupidineus – południowo-zachodnie Stany Zjednoczone (na północ od Wielkiego Kanionu w południowo-zachodnim Utah i północno-zachodniej Arizonie).
- D. ordii durranti – południowo-zachodnie Stany Zjednoczone i północny Meksyk (wschodnia część pustyni Chihuahua od południowego Teksasu przez wschodnie Coahuila, Nuevo León i północne Tamaulipas do północno-wschodniego Zacatecas, północne San Luis Potosí i południowo-zachodnie Tamaulipas).
- D. ordii evexus – zachodnie Stany Zjednoczone (dolina górnego biegu rzeki Arkansas, powyżej Royal Gorge, w środkowym Kolorado).
- D. ordii extractos – północny Meksyk (Médanos de Samalayuca, północne Chihuahua).
- D. ordii fetosus – zachodnie Stany Zjednoczone (południowo-wschodnia Great Basin Desert, środkowo-wschodnia Nevada i środkowo-zachodnie Utah).
- D. ordii fremonti – zachodnie Stany Zjednoczone (górny bieg zlewni rzeki Fremont, południowo-środkowe Utah).
- D. ordii inaquosus – zachodnie Stany Zjednoczone (północna część Great Basin Desert w północno-środkowej Nevadzie).
- D. ordii longipes – południowo-zachodnie Stany Zjednoczone (Pustynia Pstra w południowo-wschodnim Utah, południowo-zachodnie Kolorado, północno-wschodnia Arizona i północno-zachodni Nowy Meksyk).
- D. ordii luteolus – zachodnie Stany Zjednoczone (północna część Wielkich Równin od zachodniej Dakoty Południowej, południowo-wschodniej Montany, północnej Nebraski, do północno-wschodniego Kolorado).
- D. ordii marshalli – zachodnie Stany Zjednoczone (wyspy Badger, Bird, Carrington i Stansbury, Wielkie Jezioro Słone oraz południowe i południowo-wschodnie brzegi jeziora, w północnym Utah).
- D. ordii medius – południowo-zachodnie Stany Zjednoczone (Wielkie Równiny (Llano Estacado) centralnego i południowo-wschodniego Nowego Meksyku oraz zachodniego Teksasu).
- D. ordii monoensis – zachodnie Stany Zjednoczone (Mono Basin w Kalifornii i zachodnia część Great Basin Desert w środkowo-zachodniej Nevadzie).
- D. ordii montanus – południowo-zachodnie Stany Zjednoczone (San Luis Valley w południowo-środkowym Kolorado i przylegający północno-środkowy Nowy Meksyk).
- D. ordii nexilis – południowo-zachodnie Stany Zjednoczone (południowo-wschodnie Utah i przylegające południowo-zachodnie Kolorado).
- D. ordii obscurus – południowo-zachodnie Stany Zjednoczone i północny Meksyk (pustynia Chihuahua w północnej części Wyżyny Meksykańskiej, południowo-wschodnie Chihuahua, zachodnie Coahuila i północne Durango oraz przylegające Big Bend Basin i Rio Grande Plain w zachodnim Teksasie).
- D. ordii oklahomae – środkowe Stany Zjednoczone (południowa część Canadian River w środkowej Oklahomie).
- D. ordii pallidus – zachodnie Stany Zjednoczone (wschodnia część Great Basin Desert w północno-zachodnim Utah).
- D. ordii palmeri – północno-środkowy Meksyk (pustynia Chihuahua w południowym część Wyżyny Meksykańskiej od wschodniego Durango przez Zacatecas, zachodnie San Luis Potosí i Aguascalientes do północnego Jalisco, Guanajuato i Hidalgo).
- D. ordii panguitchensis – południowo-zachodnie Stany Zjednoczone (znany tylko z południowego Panguitch, w hrabstwie Garfield, w południowo-środkowym Utah).
- D. ordii priscus – zachodnie Stany Zjednoczone (suche baseny międzygórskie południowo-zachodniej Montany, północno-wschodnie Utah i północno-zachodnie Kolorado).
- D. ordii pullus – północny Meksyk (zachodnia część pustyni Chihuahua, zachodnio-środkowa Chihuahua).
- D. ordii richardsoni – środkowe Stany Zjednoczone (zachodnio-środkowe Wielkie Równiny od południowej Nebraski, południowo-wschodniego Kolorado i zachodniego Kansas do północno-wschodniego Nowego Meksyku, zachodniej Oklahomy i północnego Teksasu).
- D. ordii sanrafaeli – zachodnie Stany Zjednoczone (pustynia środkowo-wschodniego Utah i wzdłuż doliny rzeki Kolorado do sąsiedniego zachodnio-środkowego Kolorado).
- D. ordii terrosus – południowo-środkowa Kanada i północno-środkowe Stany Zjednoczone (północno-zachodnie Wielkie Równiny od południowo-wschodniej Alberty i południowo-zachodniego Saskatchewan przez wschodnią Montanę, południowo-zachodnią Dakotę Północną i północno-zachodnią Dakotę Południową do północnego Wyoming).
- D. ordii uintensis – zachodnie Stany Zjednoczone (Uinta Basin, północno-wschodnie Utah).
- D. ordii utahensis – zachodnie Stany Zjednoczone (północno-wschodni brzeg pustyni Great Basin Desert, północno-środkowe Utah).

## Taksonomia
Gatunek po raz pierwszy naukowo opisał w 1853 roku amerykański przyrodnik Samuel Washington Woodhouse nadając mu nazwę Dipodomys ordii. Holotyp pochodził z El Paso, w hrabstwie El Paso, w Teksasie, w Stanach Zjednoczonych.
W oparciu o analizę sekwencji molekularnych D. ordii należy do grupy gatunkowej ordii wraz z D. compactus, do którego jest bardzo podobny i był wcześniej uważany za konspecyficzny. Autorzy Illustrated Checklist of the Mammals of the World rozpoznają trzydzieści dwa podgatunki.

### Etymologia
- Dipodomys: gr. δίποδος dipodos „dwunożny”, od δι- di- „podwójnie”, od δις dis „dwa razy”, od δυο duo „dwa”; πους pous, ποδος podos „stopa”; μυς mus, μυός muos „mysz”[42][43].
- ordii: George Ord (1781-1866), amerykański przyrodnik, kolekcjoner, filolog[44][43].
- celeripes: łac. celer, celeris „szybki, chyży”, od przestarzałego cello „nacisnąć do przodu”[45]; pes, pedis „stopa”, od gr. πους pous, ποδος podos „stopa”[46].
- chapmani: Frank Michler Chapman (1864-1945), amerykański ornitolog, kurator działu ornitologii w Amerykańskim Muzeum Historii Naturalnej w latach 1908–1942, kolekcjoner[47][43].
- cinderensis: ang. cinder „popiół” (holotyp został odłowiony na dwóch dużych stożkach złożonych z popiołu)[18].
- cineraceus: łac. cineraceus „popielato-szary”, od cinis, cineris „popiół”[43].
- columbianus: Wyżyna Kolumbii, Stany Zjednoczone[8].
- cupidineus: łac. cupidineus „śliczny, uroczy”, od Cupido „Kupidyn, bóg miłości”, od cupido „pragnienie, pożądanie”[43].
- durranti: Stephen David Durrant (1902–1975), amerykański teriolog[21].
- evexus: łac. evexus „zaokrąglony u góry, w górę”[48].
- extractus: łac. extractus „wytłoczony, wydłużony”, od extraho „wyciągnąć, wyrwać”[49].
- fetosus: łac. fetosus „płodny”, od fetus „płodny, produktywny”[50].
- fremonti: rzeka Fremont, Utah, Stany Zjednoczone[51].
- inaquosus: łac. inaquosus „jałowy, suchy”[26].
- longipes: łac. longipes, longipedis „długo-stopy”, od longus „długi”; pes, pedis „stopa”, od gr. πους pous, ποδος podos „stopa”[43].
- luteolus: łac. luteolus „żółtawy”, zdrobnienie od luteus „szafranowy żółty”, od lutum „szafran”[43].
- marshalli: W.H. Marshall (?–?), amerykański kolekcjoner[28].
- medius: łac. medius „pośredni, środkowy”[43].
- monoensis: harbstwo Mono, Kalifornia, Stany Zjednoczone[43].
- montanus: łac. montanus „z gór, góral, górski”, od mons, montis „góra”[43].
- nexilis: łac. nexilis „związane razem”, od necto „połączyć”[52].
- obscurus: łac. obscurus „ciemny, mroczny”[43].
- oklahomae: Oklahoma, Stany Zjednoczone[14].
- pallidus: łac. pallidus „blady, ziemisty”, od pallere „być bladym”[43].
- palmeri: Edward Palmer (1831–1911), brytyjsko-amerykański botanik-samouk i archeolog[6].
- panguitchensis: Panguitch, Utah, Stany Zjednoczone[32].
- priscus: łac. priscus „starożytny, prymitywny, wiekowy”, być może od prior, prius „dawny”[43].
- pullus: łac. pullus „ciemnego koloru, czarniawy”[43].
- richardsoni: Jenness Richardson (?–?), amerykański taksydermista[7].
- sanrafaeli: pustynia San Rafael, Utah, Stany Zjednoczone[35].
- terrosus: łac. terrosus „ziemny, z ziemi”, od terra „ziemia”[53].
- uintensis: Uinta Basin, Utah, Stany Zjednoczone[37].
- utahensis: Utah, Stany Zjednoczone[43].

## Morfologia
Długość ciała (bez ogona) 75–152 mm, długość ogona średnio 128 mm, długość ucha średnio 12 mm, długość tylnej stopy średnio 39 mm; masa ciała średnio 52 g. Samce są nieco większe i cięższe od samic. Futro płowe, z licznymi czarnymi włosami. Długi ogon jest ciemny, po obu jego bokach biegną jasne pasy. Na końcu znajduje się kępka dłuższych włosów. Na stopach, biodrach i wokół oczu białe plamki.

## Ekologia

### Siedlisko
Najchętniej żyje na piaszczystym podłożu pokrytym rzadką roślinnością.

### Tryb życia
Prowadzą nocny, samotny tryb życia. Poza sezonem rozrodczym nie tolerują innych osobników swego gatunku. Dnie spędzają w norach wykopanych za pomocą tylnych łap. Poruszają się w dwojaki sposób – chodzą na czterech łapach, lub skaczą na tylnych, podobnie jak kangury (potrafią jednym skokiem przebyć odległość do 2 m). Mają wyostrzone zmysły węchu i słuchu, dobrze także widzą w nocy. Żywią się głównie ziarnem, potrafią transportować jedzenie do nory w workach policzkowych. Latem dietę uzupełniają świerszczami i ćmami. Piją bardzo rzadko, wodę czerpią głównie z pożywienia.

### Rozmnażanie
Zwierzęta rozmnażają się zazwyczaj wiosną i jesienią, dokładny czas zależy od dostępności pożywienia. Ciąża trwa około miesiąca, młode już po dwóch miesiącach osiągają dojrzałość płciową.

## Zagrożenia
Szczuroskoczek białostopy należy do najbardziej rozpowszechnionych szczuroskoczków. Jego populacja jest liczna, poza zachodnią Kanadą, gdzie liczba osobników wyraźnie spada. Przed naturalnymi wrogami zwierzę broni się ucieczką. Potrafi także za pomocą tylnych nóg sypnąć drapieżnikowi piaskiem w oczy.